# The Very Best Of 1990-1997
A The Very Best Of 1990-1997 című válogatásalbum a nigériai Dr. Alban legnagyobb slágereinek eredeti és remix változatát tartalmazza dupla CD-n, és dupla bakelit formátumban. A válogatáslemez több slágerlistára is felkerült.

## Tracklista
- Hello Afrika (Fast Blast Club Mix)
- Stop The Pollution (Album Version)
- U & Mi (Album Version)
- No Coke (7" Mix)
- One Love (Radio Version)
- Sing Hallelujah! (Short)
- It’s My Life (Radio Edit)
- Look Who’s Talking (Long)
- Let The Beat Go On (Short)
- Away From Home (Short)
- This Time I’m Free (Credibility Mix)
- Hallelujah Day (Radio)
- Born In Africa (Original Radio Version)
- It’s My Life (Sash! RMX)
- Sing Hallelujah! (DJ Stevie Steve’s Pizzi Edit)
- Hello Africa (’97 RMX)
- No Coke (Klanghouse RMX)

## Slágerlista
| Slágerlista         | Legmagasabb helyezés |
| ------------------- | -------------------- |
| Osztrák album lista | 38                   |
| Német album lista   | 66                   |
| Svéd album lista    | 38                   |

## Külső hivatkozások
- Megjelenések a Discogs oldalán[2]
- Az album az iTunes zeneáruházban[3]